# Alejandro Chumacero
Alejandro Saúl Chumacero Bracamonte, född 22 april 1991, är en boliviansk fotbollsspelare som spelar för Puebla.

## Landslagskarriär
Chumacero debuterade för Bolivias landslag den 5 september 2011 i en 0–0-match mot Peru, där han blev inbytt i den 77:e minuten mot Wálter Flores. Chumacero har varit uttagen i Bolivias trupp vid Copa América 2015 och Copa América 2019.